# Voodoo (empresa)
A Voodoo SAS, também referida como Voodoo.io ou simplesmente Voodoo, é uma desenvolvedora e publicadora de jogos eletrônicos com sede em Paris, França. A empresa foi fundada em 2013 por Alexandre Yazdi e Laurent Ritter, com foco em jogos hipercasuais para Android e iOS. Em dezembro de 2019, os jogos lançados pela Voodoo foram baixados coletivamente mais de 2,6 bilhões de vezes.

## História
A Voodoo foi fundada em 2013 por Alexandre Yazdi e Laurent Ritter. Os dois fundadores, que eram amigos do ensino médio, já haviam fundado a empresa de serviços de aplicativos móveis Studio Cadet em 2012, com a intenção de se tornar uma publicadora posteriormente. Yazdi é o diretor executivo da Voodoo, enquanto Gabriel Rivaud é o vice-presidente de jogos. De acordo com Rivaud, a empresa passou por turbulências nos primeiros quatro anos de operação e optou por mudar sua estratégia de negócios a partir de então. Usando dados coletados de seus jogos anteriores, projetou seus jogos mais recentes para atrair mais jogadores.
Até 2017, a Voodoo quadruplicou em número de funcionários, chegando a oitenta funcionários, e esperava crescer para 150 pessoas até o final de 2018. Em maio de 2018, a empresa bancária americana Goldman Sachs, por meio de seu fundo West Street Capital Partners VII, investiu duzentos milhões de dólares na Voodoo. Foi a maior arrecadação de fundos no setor de tecnologia francês desde 2015. Yazdi e Ritter mantiveram o controle da empresa. Na época, a Voodoo tinha, além de sua sede em Paris, escritórios em Montpellier e Estrasburgo. Um estúdio de desenvolvimento em Berlin, Alemanha, foi estabelecido em dezembro de 2018, chefiado por gerente-geral Alexander Willink. Começou com cerca de dez pessoas, procurando expandir para quarenta funcionários. Mais tarde, este estúdio contratou funcionários importantes de desenvolvedores Blizzard Entertainment, King, e Mamau. Um escritório de publicação em Istambul, Turquia, foi anunciado em agosto de 2019 e é chefiado pelo diretor de publicação Corentin Selz. Isso continuou com a abertura de um estúdio de desenvolvimento em Montreal em novembro de 2019, liderado por Mehdi El Moussali, um ex-produtor para a Gameloft. A Voodoo também adquiriu a desenvolvedora de Shoreditch Gumbug em dezembro daquele ano.
Em julho de 2020, a Tencent estava procurando adquirir uma participação minoritária na Voodoo, que na época ainda era de propriedade majoritária de Yazdi e Ritter. A Tencent adquiriu uma participação minoritária em termos não divulgados em agosto. Nesta época, a Voodoo era avaliada em 1,4 bilhões de dólares. De acordo com Yazdi, este acordo ajudaria a Voodoo a estender seus jogos para o mercado da Ásia-Pacífico. A Voodoo posteriormente abriu escritórios na Singapura e no Japão no final daquele mês, chefiados por Julian Corbett e Ben Fox, respectivamente.

## Jogos
Os jogos publicados pela Voodoo tiveram um total de dois bilhões de downloads até abril de 2019. Em dezembro de 2019, seus jogos tinham 2,6 bilhões de downloads, trezentos milhões de usuários ativos mensais e um bilhão de jogadores individuais.
Jogos lançados pela Voodoo incluem Helix Jump, Baseball Boy, Snake vs Block, Hole.io, Aquapark.io, e Purple Diver. São, em sua maioria, jogos hipercasuais, publicados para Android e iOS. A Voodoo anunciou em novembro de 2019 que pretendia parar com os jogos hipercasuais com a abertura de seu estúdio em Montreal.

## Críticas
A Voodoo já foi criticada por produzir clones de jogos indie. Tais jogos incluem Infinite Golf (copiado de Desert Golfing), Twisty Road (de Impossible Road), The Fish Master (de Ridiculous Fishing), Flappy Dunk! (de Flappy Bird), Rolly Vortex (de Rolling Sky), The Cube (de Curiosity: What's Inside the Cube?), e Hole.io (de Donut County). No caso de Hole.io, o jogo copiou a mecânica principal de Donut County, em que o jogador controla um buraco no chão para consumir objetos dentro do ambiente, crescendo progressivamente para poder consumir objetos maiores. Ben Esposito estava trabalhando em Donut County por mais de cinco anos quando Hole.io foi lançado em meados de 2018, antes do próprio lançamento de Donut County. Em resposta a um inquérito da Variety, a Voodoo afirmou que Hole.io não era um clone de Donut County, embora ambos estivessem no mesmo subgênero de jogos.

## Prêmios e indicações
A Voodoo foi indicada à categoria de melhor publicadora da Mobile Games Awards de 2018, e ganhou a de 2019. A empresa ficou em vigésimo lugar na lista dos cinquenta melhores desenvolvedores mobile da Pocket Gamer.biz em 2018 e, em 2019, ficou em quinto lugar na categoria de melhores criadores de jogos mobile do mesmo site.